# Кико Касиља
Франциско "Кико" Касиља Кортес (2. октобар 1986, Алковер) је шпански голман, тренутно члан Лидс јунајтеда.

## Трофеји
Реал Мадрид
- Првенство Шпаније (1) : 2016/17.
- Суперкуп Шпаније (1) : 2017.
- Лига шампиона (3) : 2015/16, 2016/17, 2017/18.
- Суперкуп Европе (2) : 2016, 2017.
- Светско клупско првенство (3) : 2016, 2017, 2018.

Лидс јунајтед
- Чемпионшип (1) : 2019/20.